# Charles de Lint
Pour les articles homonymes, voir Lint.
Charles de Lint, né le 22 décembre 1951 à Bussum aux Pays-Bas, est un écrivain canadien  qui mêle dans ses nombreux romans et nouvelles les mythes (celtiques, gitans ou amérindiens) à la vie urbaine contemporaine. Il est le précurseur et l’une des voix majeures de la littérature de fantasy urbaine, notamment avec son célèbre cycle de Newford.
Il s’exprime aussi dans l’art, la poésie et la musique, et a écrit quelques romans horrifiques sous le pseudonyme de Samuel M. Key.

## Biographie
Charles de Lint est né aux Pays-Bas avant de partir, avec sa famille, pour le Canada quelques mois à peine après sa naissance. Il vit actuellement avec sa femme Mary Ann à Ottawa.

## Œuvres

### Romans
- (en) The Riddle of the Wren, Ace Books, 1984
- (en) Moonheart: A Romance, Ace Books, 1984
- Mulengro : Conte Gitan, Pocket, coll. « Terreur », 1992 ((en) Mulengro: A Romany Tale, Ace Books, 1985)
- (en) The Harp of the Grey Rose, Norfolk: Donning/Starblaze, 1985
- (en) Jack, the Giant-Killer, Ace Books, 1987
- (en) Wolf Moon, Signet, 1988
- (en) Greenmantle, Ace Books, 1988
- (en) The Valley of Thunder (Philip Jose Farmer's The Dungeon, Volume 3), Bantam Spectra, 1989
- (en) The Hidden City (Philip Jose Farmer's The Dungeon, Volume 5), Bantam Spectra, 1990
- (en) Drink Down the Moon, Ace Books, 1990
- (en) The Dreaming Place, Atheneum, 1990
- Symphonie macabre, Pocket, coll. « Terreur », 1994 ((en) Angel of Darkness, Jove Books, 1990)Écrit sous le pseudonyme Samuel M. Key
- (en) The Little Country, William Morrow, 1991
- Les Murmures de la nuit, Pocket, coll. « Terreur », 1993 ((en) From a Whisper to a Scream, Berkley Books, 1992)Écrit sous le pseudonyme Samuel M. Key
- (en) Into the Green, Tor Books, 1993
- (en) The Wild Wood (Brian Froud's Faerielands), Spectra Bantam, 1994
- (en) Memory and Dream, Tor Books, 1994
- (en) I'll Be Watching You, 1994Écrit sous le pseudonyme Samuel M. Key
- (en) Trader, Tor Books, 1997
- (en) Someplace to Be Flying, Tor Books, 1998
- (en) Forests of the Heart, Tor Books, 2000
- (en) The Road to Lisdoonvarna, Subterranean Press, 2001
- (en) The Onion Girl, Tor Books, 2001
- (en) Seven Wild Sisters, Subterranean Press, 2002
- (en) Medicine Road, Subterranean Press, 2003
- (en) Spirits in the Wires, Tor Books, 2003
- (en) The Blue Girl, Viking Books, 2004
- (en) Widdershins, Tor Books, 2006

### Recueils de nouvelles
- (en) Triskell Tales 2, Subterranean Press, 2006
- (en) The Hour Before Dawn, Subterranean Press, 2005
- (en) Quicksilver & Shadow, Subterranean Press, 2004
- (en) A Handful of Coppers, Subterranean Press, 2003
- (en) Tapping the Dream Tree, Tor Books, 2002
- (en) Waifs and Strays, Viking, 2002
- (en) Triskell Tales: Twenty-Two Years of Chapbooks, Subterranean Press, 2000
- (en) Moonlight and Vines, Tor Books, 1999Prix World Fantasy du meilleur recueil de nouvelles 2000
- (en) The Ivory and the Horn, Tor Books, 1995
- (en) Dreams Underfoot, Tor Books, 1993
- (en) Spiritwalk, Tor Books, 1992
- (en) Desert Moments, Triskell Press, 1991
- (en) Hedgework and Guessery, Pulphouse Publishing, 1991

### Nouvelles
- Comme un disque rayé (Timeskip), 1989, in Territoires de l'inquiétude - 9. Cette nouvelle a reçu le prix Ozone 1997 dans la catégorie nouvelle de fantastique / horreur étrangère.
- Le Paradis des livres de Mr Truepenny, in Yellow Submarine Les Sentiers de la Féerie, Bifrost/Etoiles Vives, 1999.
- Rêver plus fort, rêver vrai, in Ainsi soit l'Ange, Oxymore, 1999.
- Oiseaux, in Emblèmes n°2 Sortilèges, Oxymore, 2001.
- Dans le silence d'après minuit, in Faerie n°5, Nestiveqnen, 2001.
- Granny Wheater, in Emblèmes n°4 Rêves, Oxymore, 2001.
- Le tambour de pierre, in Faerie n° 8, Nestiveqnen, 2002.
- L'hiver était rude, in Traverses, Oxymore, 2002.
- La lune se noie tendis que je dors, in Blanche Neige, Rouge Sang, Fleuve Noir, 2002 (précédemment publié in Faerie n°2 automne 2000).
- Twa corbies, in Emblème HS1 La Mort, Oxymore, 2003.
- Saskia, in Magie verte, Oxymore, 2003.
- Sept pour un secret, in Faerie n°13, Nestiveqnen, 2003.
- Ne brille que dans le noir, in Faerie n°14, Nestiveqnen, 2004.
- Les Fantômes du Vent et de l'Ombre, in Emblèmes HS2 Les Fées, Oxymore, 2004.
- Foyers du cœur, in Emblèmes n° 14 Les Portes, Oxymore, 2005.